# جورجي زايتسكي
جورجي زايتسكي (مواليد 5 فبراير 1946) هو مبارز بالسيف من الاتحاد السوفيتي، مثّل بلاده في الألعاب الأولمبية الصيفية 1972.

## روابط رياضية
جورجي زايتسكي على موقع اللجنة الأولمبية الدولية (الإنجليزية)
- جورجي زايتسكي على موقع أوليمبيديا (الإنجليزية)